# Lieve
El Lieve és un canal medieval al comtat de Flandes que a l'edat mitjana connectava la ciutat de Gant amb el Mar del Nord via l'Ede a Aardenburg i el Zwin a Damme. Antigament es deia també Gentse Leie (= petit canal de Gant). El 1269 es va excavar el braç cap al Zwin a Damme i el braç d'Aardenburg va esdevenir obsolet.
A l'alta edat mitjana, tenia un paper important per al comerç de llana amb Anglaterra, i a l'economia local per al transport de torba, blat, i vi. Des dels inicis fins a 1828, era propietat de la ciutat de Gant, cap dels pobles a les ribes tenien dret d'emmagatzematge, o podien crear canals d'enllaç. A més del canal, la ciutat posseïa un cinta de terra d'una amplada de 77 metres a ambdues ribes del canal, anomenats «les bermes del Lieve». Només se'n conserven un tram de 6 km a Damme. El 1828 la ciutat va vendre el canal als riberencs.

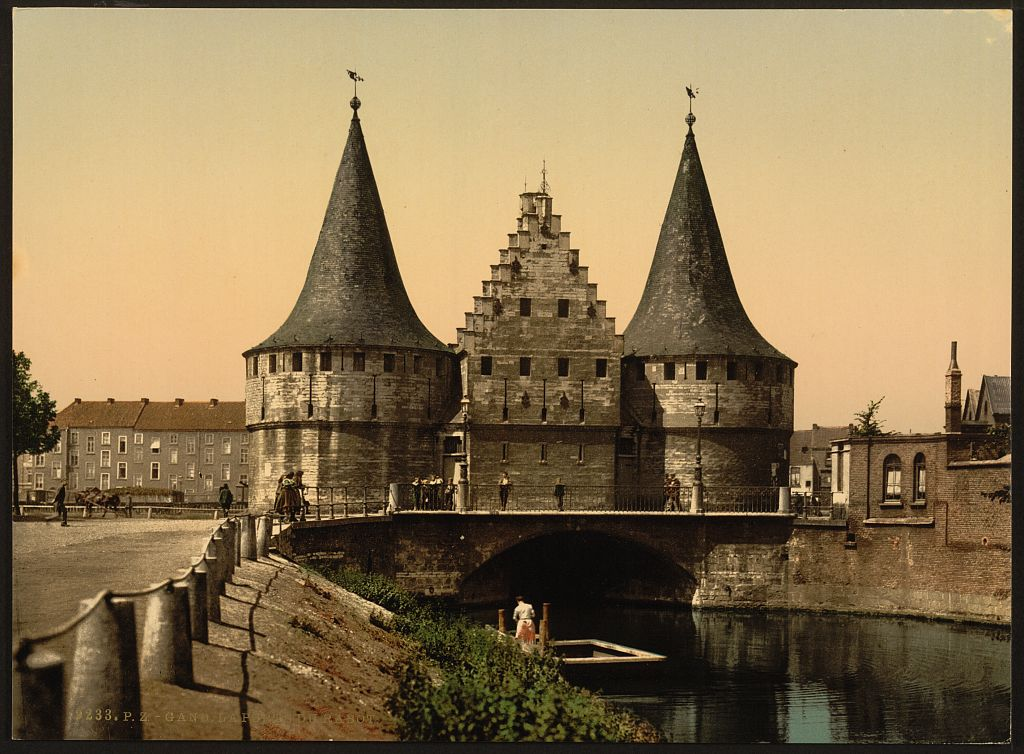
El«Rabot» fortificat de Gant
foto del

Tenia nou rescloses del tipus «rabot», un dic amb bigues de fusta que servia per mantenir el nivell d'aigua, al qual les barques en direcció avall podien baixar amb el corrent en treure unes bigues. En direcció amont havien de ser tirat al sec per un pla inclinat o una grua, o les mercaderies s'havien de transbordar. Les rescloses superaven desnivells de 30 a 90 centímetres. Acceptava barques planes d'un màximum de 4,50 metres de llargada, 2,4 d'amplada i un calat de 0,90 metre. Tenien una capacitat de 4 tones, que a Damme es carregaven en coques, vaixells marítims d'una capacitat de 60 t.
Per l'ensorrament de l'Zwin i la seva capacitat limitada el declí del canal va començar des del segle xvi, tot i quedar en servei fins al principi del segle xviii, quan tot i això durant nou mesos, només hi van passar nous embarcacions.
L'obertura del canal Sassevaart, que connectava Gant amb l'estuari de l'Escalda, més curt i més modern el 1549, i del Canal Gant-Bruges el 1624 va contribuir a l'ocàs del Lieve com eix de transport. Va conèixer un breu ressorgiment quan al segon tercer del segle xvii el Canal Gant-Bruges va ser tallat per obres de modernització. El 1847 es va integrar el tram entre Zomergem i Moerkerke en el nou Schipdonkkanaal. El tram entre Gent i Lovendegem va servir fins al segle xix, abans la construcció del clavegueram per exportar els excrements, utilitzat com adob.
Les restes del canal a Flandes Oriental són llistats com monument des del 2005. Els relictes a Damme, són integrades en el paisatge protegit del canal Damse Vaart i afores.
El primer esment escrit data del 1288, prové del neerlandès antic levia que significa lliscant. El 2018, la població dels municipis de Lovendegem, Waarschoot i Zomergem van triar el nom de Lievegem, per batejar el municipi nou que es va crear quan es van fusionar l'1 de gener de 2019.

## Rescloses
Excepte la resclosa del «Rabot» a Gant, no queda cap traça de les altres infraestructures, tot i que sobrevien en la toponímia, com per exemple la Rabattenstraat (carrer del «Rabat») a Damme. Per vèncer la separació dels aigües entre la conca de l'Escalda i la conca de la costa era menester una escala de sis rescloses, com que només podien vèncer un desnivell de 50cm.
1. Bachten Wallerabot (Gant)
2. Verlorenkostrabot (Vinderhoute)
3. Zoete Mooierabot (Vinderhoute)
4. Ravenschootrabot (Eeklo/Maldegem)
5. Blocxrabot (Eeklo/Maldegem)
6. Dorekensrabot (Eeklo/Maldegem)
7. Balgerhoekerabot (Eeklo/Maldegem)
8. Steenkensrabot (Eeklo/Maldegem)
9. Gentsche speye (Damme).[7]